# 祝惺元
祝 惺元（しゅく せいげん、1880年〈光緒6年〉 - 没年不明）は、中華民国の外交官・官僚・政治家。字は硯渓。北京政府・国民政府では外務官僚を務めた。後に中華民国臨時政府や南京国民政府（汪兆銘政権）華北政務委員会で各職を歴任している。

## 事績

### 北京政府・国民政府での活動
京師大学堂（後の北京大学）を卒業。日本に留学して中央大学で学んだ。帰国後は北京政府の外交部で任用され、弁事員、検事、秘書を歴任する。1913年（民国2年）12月31日、駐米公使館一等秘書官署理として米国で赴任した。
1917年（民国6年）の帰国後も、祝惺元は外交部で秘書などを歴任している。1920年（民国9年）10月13日、外交部特派直隷交渉員に任ぜられた。1924年（民国13年）12月19日にいったん免ぜられたが、1926年（民国15年）1月15日には同職に再任されている。その後も外交部で編纂処纂修、検事、政務司第四科科長を歴任した。
国民政府では、北平市政府専員となる。1930年（民国19年）、国民政府陸海空軍総司令部外交処亜洲組組長に任ぜられた。翌1931年（民国20年）12月21日、外交部参事となっている。その後も、外交部顧問、北平市政府専員を歴任した。

### 親日政権での活動
日中戦争（抗日戦争）勃発後、祝惺元は中華民国臨時政府創設に参与し、1938年（民国27年）6月6日には天津市社会局局長に任命された。翌1939年（民国28年）7月、王克敏らの意向により、臨時政府が印刷出版会社・新民印書館の全持株を購入する。これにより前董事長・池宗墨を含む経営陣は総入替となり、新たに董事長となった曹汝霖の下で祝は常務董事に就任した。なお、曹の董事長招聘に際しては、祝も役割を果たしていたとされる。同年9月1日、祝は天津市社会局長を辞職した。
1940年（民国29年）3月30日、南京国民政府（汪兆銘政権）に臨時政府が合流し、華北政務委員会に改組される。同年5月14日、祝惺元は同委員会において政務庁外務局局長代理に任命された。ところが6月6日に朱深が政務庁庁長の職務を離れたため、外務局長代理となったばかりの祝が庁長暫時代理兼務となる。さらに7月17日、祝は政務庁庁長に正式任命された。1942年（民国31年）3月26日、祝は政務庁庁長を辞し、華北政務委員会委員（専任）に改めて任命された。翌1943年（民国32年）11月11日、華北政務委員会が改組された際に祝は委員を罷免された。
日本敗北後の1945年（民国34年）8月時点でも、祝惺元は依然として新民印書館の常務董事に在任していた。これ以降の祝の行方は不詳だが、漢奸として逮捕・訴追された旨の情報は見当たらない。